# Мирне (Дніпровський район)
Ми́рне — село в Україні, у Новопокровській селищній територіальній громаді Дніпровського району Дніпропетровської області. Населення — 33 мешканці.

## Географія
Село Мирне знаходиться на правому березі річки Любимівка, вище за течією на відстані 6 км розташоване село Наталівка, нижче за течією на відстані  1,5 км розташоване село Павлівка. По селу протікає висихний струмок з загатою.

## Населення

### Мова
Розподіл населення за рідною мовою за даними перепису 2001 року:
| Мова       | Відсоток |
| ---------- | -------- |
| українська | 90,9 %   |
| російська  | 9,1 %    |

## Інтернет-посилання
- Погода в селі Мирне [Архівовано 7 червня 2016 у Wayback Machine.]

1. ↑  Рідні мови в об'єднаних територіальних громадах України — Український центр суспільних даних